# Wielki Okap pod Matką Boską
Wielki Okap pod Matką Boską – jaskinia w skale znajdującej się w Dolinie za Żbikiem w mieście Krzeszowice w województwie małopolskim, w powiecie krakowskim. Pod względem geograficznym znajduje się w Rowie Krzeszowickim będącym częścią Wyżyny Krakowsko-Częstochowskiej.

## Opis obiektu
Jaskinia znajduje się w skale położonej mniej więcej w połowie długości Doliny za Żbikiem, około 100 m na północ od gospodarstwa przy ul. Podskalnej. Skała jest pomnikiem przyrody nieożywionej. Znajduje się w dnie wąwozu o stromych ścianach i tuż u jej zachodnich podnóży przepływa potok. Wąwóz porośnięty jest lasem. Skale tej nadano nazwę Skałka w Żbiku lub Skała Żbik. Na jej zachodniej ścianie są trzy nyże jedna nad drugą; w najwyższej Schronisko z Matką Boską jest kapliczka Matki Boskiej, w środkowej (Schronisko pod Matką Boską Środkowe) tablica pamiątkowa z okazji stulecia spotkań modlitewnych pod skałą, w najniższym (Wielki Okap pod Matką Boską) jest wykuta tablica dziękczynna z 1905 roku, tutaj też składane są kwiaty.
Wielki Okap pod Matką Boską to jaskinia składająca się z wielkiego okapu, znajdującej się pod nim nyży oraz odchodzącej od niej w głąb skały szczeliny, która dostępna jest na długości około 3m, ale biegnie jeszcze daleko w głąb skały.
Jaskinia znana jest od dawna. Powstała w wapieniach pochodzących z późnej jury. Ściany w nyży porośnięte są glonami.

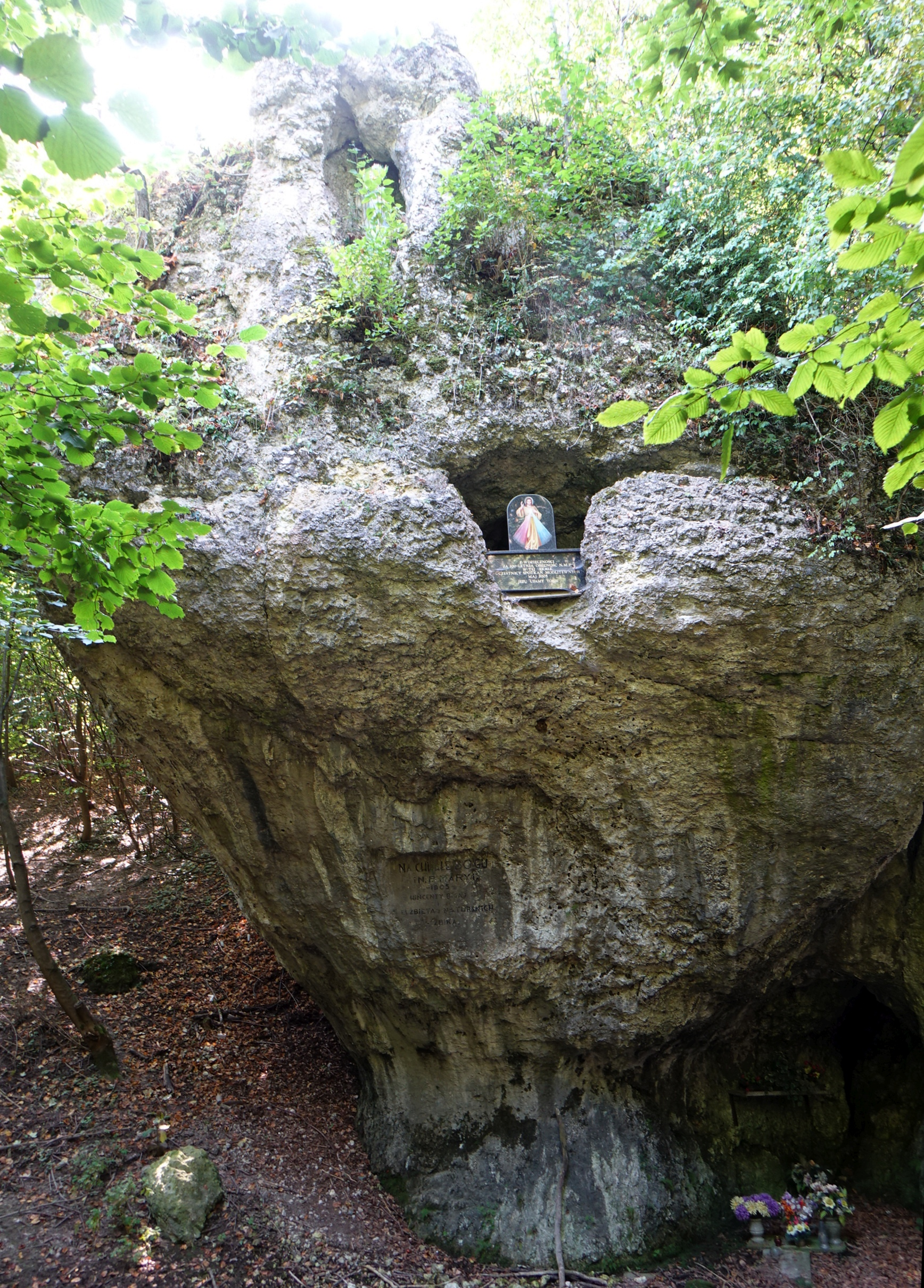
Skała z trzema nyżami jedna nad drugą
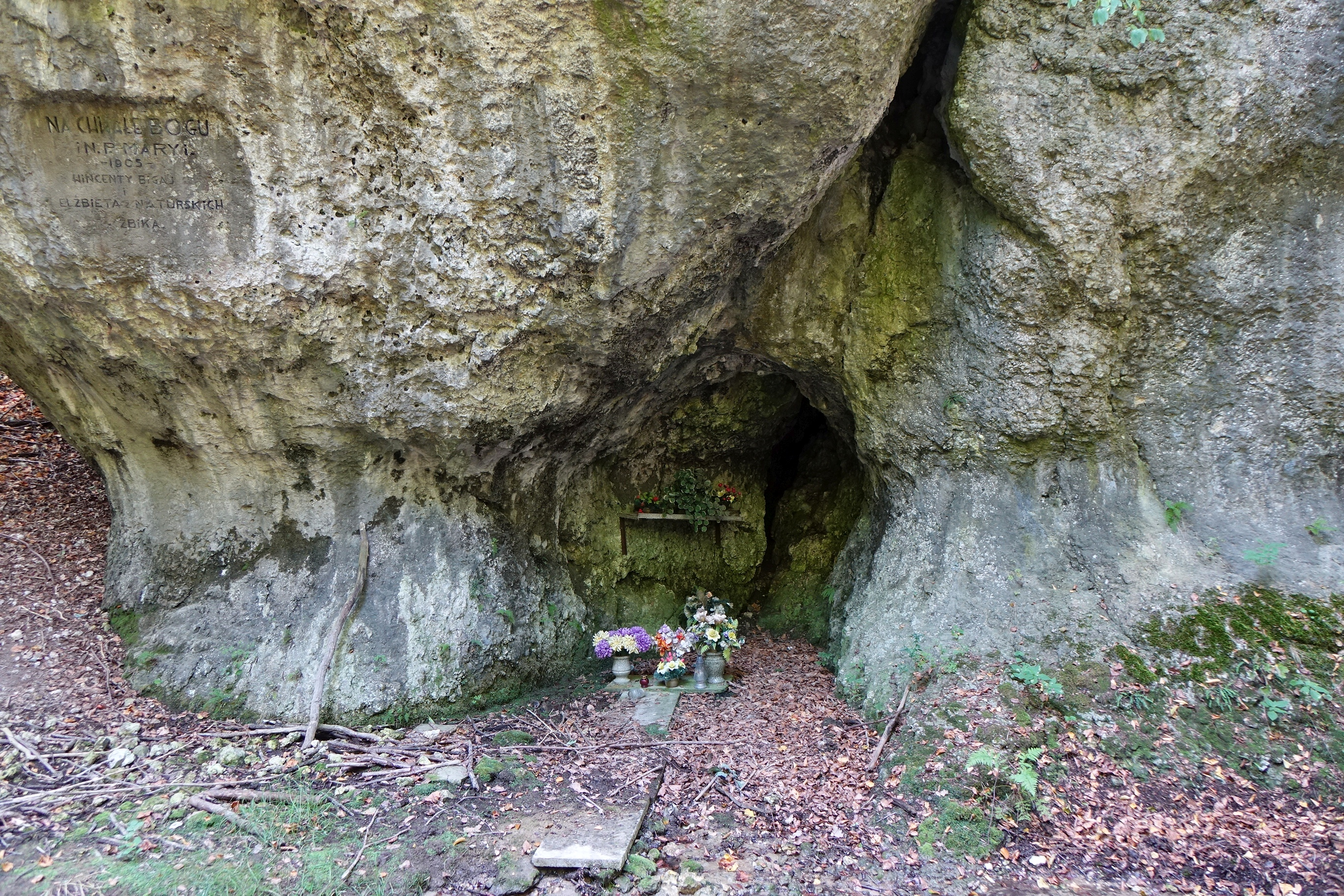
Wielki Okap pod Matką Boską
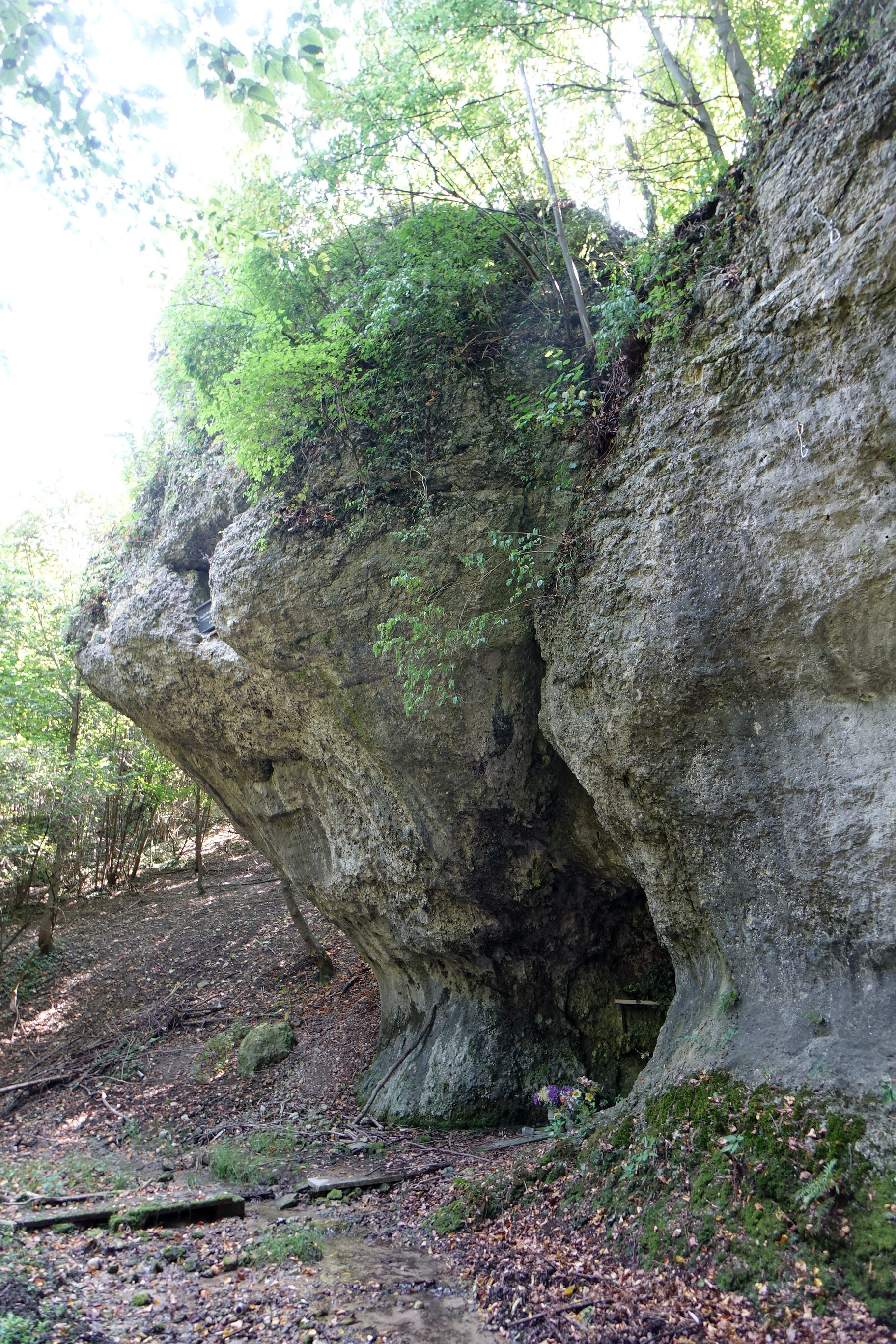